# Filmografia de Dan Castellaneta
Aqui está uma filmografia completa do ator americano Dan Castellaneta . Ele este em atuação desde a década de 1980, Castellaneta já apareceu em vários filmes, séries de televisão, séries animadas e videogames. Junto com seu trabalho de ator, ele tem trabalhado com frequência como dublador, inclusive em seu papel mais antigo como Homer Simpson na comédia animada Os Simpsons . Castellaneta também escreveu seis episódios do programa com sua esposa Deb Lacusta e ganhou três prêmios Primetime Emmy de Melhor Performance de Locução.

## Filmografia de ação ao vivo

### Filme
| Ano  | Filme                                        | Papel                 | Notas                                            |
| ---- | -------------------------------------------- | --------------------- | ------------------------------------------------ |
| 1986 | Nada em comum                                | Brian                 |                                                  |
| 1989 | Diga qualquer coisa...                       | A professora de Diane | Não creditado                                    |
| 1989 | K-9                                          | Maître D'             |                                                  |
| 1989 | A Guerra das Rosas                           | Cliente de Gavin      |                                                  |
| 1991 | Não conte para a mamãe que a babá está morta | Sra. Sturak animada   |                                                  |
| 1994 | O cliente                                    | Slick Moeller         |                                                  |
| 1994 | Caso de amor                                 | Fil                   |                                                  |
| 1995 | Esqueça Paris                                | Homem testando carro  | Não creditado                                    |
| 1996 | Space Jam                                    | Fã masculino          |                                                  |
| 1997 | Ficção rechonchuda                           | Caipira               |                                                  |
| 1998 | Meu gigante                                  | Partlow               |                                                  |
| 1999 | O Acordo                                     | Neil                  |                                                  |
| 2002 | Harold Buttleman, dublê do Demolidor         | Bala de Canhão Humana |                                                  |
| 2004 | Aventuras no ensino doméstico                | Gus Hemple            | Filme curto                                      |
| 2006 | Eu te vejo. Com                              | Jim Orr               |                                                  |
| 2006 | Quero alguém para comer queijo               | Pau                   |                                                  |
| 2006 | A Busca da Felicidade                        | Alan Frakesh          |                                                  |
| 2007 | Hellboy Animado: Sapatos de Ferro            | Sapatos de Ferro      | Curta-metragem em DVD de Hellboy: Blood and Iron |
| 2007 | Perseguindo Robert                           | Dan, o apostador      |                                                  |
| 2008 | Filme de super-herói                         | Carlson               |                                                  |
| 2008 | Lembrando Phil                               | Dr.                   |                                                  |
| 2011 | Super 8                                      | Izzy                  |                                                  |
| 2011 | Arranhar a superfície                        | Sr.                   |                                                  |
| 2015 | Os quatro fantásticos                        | Sr.                   |                                                  |

### Televisão
| Year       | Title                                                           | Role                                  | Notes                                             |
| ---------- | --------------------------------------------------------------- | ------------------------------------- | ------------------------------------------------- |
| 1987–1990  | The Tracey Ullman Show                                          | Various characters                    | Recurring role                                    |
| 1990       | ALF                                                             | Steve Michaels                        | Episode: "Stayin' Alive"                          |
| 1990       | Bagdad Café                                                     | Gilbert                               | Episode: "Rainy Days and Mondays"                 |
| 1990       | Working Tra$h                                                   | George Agrande                        | Television film                                   |
| 1990, 1992 | Married... with Children                                        | Pete, Funeral Director                | 2 episodes                                        |
| 1991       | Dream On                                                        | Phil                                  | Episode: "The 37-Year Itch"                       |
| 1991       | Sibs                                                            | Warren Morris                         | Recurring role                                    |
| 1992       | Lady Against the Odds                                           | Len Chisholm                          | Television film                                   |
| 1992       | L.A. Law                                                        | David Champion                        | Episode: "L.A. Lawless"                           |
| 1993       | Tracey Ullman Takes on New York                                 | Gordon                                | Television special                                |
| 1994       | Wings                                                           | George Wexler                         | Episode: "Moonlighting"                           |
| 1994       | The George Carlin Show                                          | Passenger                             | Episode: "George Gets Some Money"                 |
| 1994       | Related by Birth                                                | Warren Morris                         | Television film                                   |
| 1994       | Bakersfield P.D.                                                | Darian Ferguson                       | Episode: "Last One Into the Water"                |
| 1994       | Grace Under Fire                                                | Mr. Rudder                            | Episode: "Jimmy's Girl"                           |
| 1995       | Murphy Brown                                                    | Tony Lucchesi                         | Episode: "Specific Overtures"                     |
| 1995       | The Computer Wore Tennis Shoes                                  | Alan Winsdale                         | Television film                                   |
| 1996       | Friends                                                         | The Zoo Keeper                        | Episode: "The One After the Super Bowl: Part 1"   |
| 1996       | NYPD Blue                                                       | Gus                                   | Episode: "Head Case"                              |
| 1997       | Cybill                                                          | DaVolio                               | Episode: "Kiss Me, You Fool"                      |
| 1997       | The Drew Carey Show                                             | Stan                                  | Episode: "Two Drews and the Queen of Poland"      |
| 1998       | Rhapsody in Bloom                                               | Chelton                               | Television film                                   |
| 1998–2001  | Everybody Loves Raymond                                         | Bryan                                 | 2 episodes                                        |
| 1999       | Mad About You                                                   | Rory O'Grady                          | Episode: "Win a Free Car"                         |
| 1999       | Oh, Grow Up                                                     | Sven Jorgensen                        | Episode: "Hunter's Metamorphosis"                 |
| 1999       | Nash Bridges                                                    | Eddie Day                             | Episode: "Crosstalk"                              |
| 2001       | Yes, Dear                                                       | Walt                                  | Episode: "Where There's a Will, There's a Waiver" |
| 2001       | Laughter on the 23rd Floor                                      | Milt Fields                           | Television film                                   |
| 2002–2003  | Reba                                                            | Eugene Fisher                         | 2 episodes                                        |
| 2003       | The Pitts                                                       | Morty                                 | Episode: "Dummy and Dummier"                      |
| 2003       | Frasier                                                         | Brad                                  | Episode: "Maris Returns"                          |
| 2003       | That '70s Show                                                  | Agent Armstrong                       | Episode: "I'm Free"                               |
| 2004       | Party Wagon                                                     | Wild Bill Hickok, Clerk, Cheyenne #2  | Television film                                   |
| 2004       | Behind the Camera: The Unauthorized Story of 'Charlie's Angels' | Aaron Spelling                        | Television film                                   |
| 2004       | Complete Savages                                                | Frog, Mr. Horner                      | Episode: "Free Lily"                              |
| 2005       | Stargate SG-1                                                   | Joe Spencer                           | Episode: "Citizen Joe"                            |
| 2005       | Arrested Development                                            | Dr. Stein                             | Episode: "The Sword of Destiny"                   |
| 2006       | The Jeff Garlin Program                                         | Ted                                   | Television film                                   |
| 2006       | Veronica Mars                                                   | Dr. Kinny                             | Episode: "My Big Fat Greek Rush Week"             |
| 2006–2007  | Campus Ladies                                                   | Dean Dewey                            | 2 episodes                                        |
| 2007       | Sands of Oblivion                                               | Cecil B. DeMille                      | Television film                                   |
| 2007       | Entourage                                                       | Andrew Preston                        | 2 episodes                                        |
| 2007–2011  | Greek                                                           | Dr. Milton Hastings                   | 9 episodes                                        |
| 2008       | Monk                                                            | Tiny Werner                           | Episode: "Mr. Monk Goes to the Bank"              |
| 2008       | Reno 911!                                                       | Commissioner Jerry Salerno            | Episode: "Junior Runs for Office"                 |
| 2008       | Relative Stranger                                               | Gary                                  | Television film                                   |
| 2009       | Castle                                                          | Judge Markway                         | 2 episodes                                        |
| 2009       | Ghost Whisperer                                                 | Frank the Ghost                       | Episode: "This Joint's Haunted"                   |
| 2009       | How I Met Your Mother                                           | Milt                                  | Episode: "Right Place, Right Time"                |
| 2009       | Bones                                                           | Officer Novarro                       | Episode: "The Dwarf in the Dirt"                  |
| 2009       | Desperate Housewives                                            | Jeff Bicks                            | Episode: "Boom Crunch"                            |
| 2010       | Tracey Ullman's State of the Union                              | Agent                                 | Episode #3.5                                      |
| 2010       | The Good Guys                                                   | Walter Diparko                        | Episode: "Hunches & Heists"                       |
| 2010       | The Simpsons 20th Anniversary Special – In 3-D! On Ice!         | Himself                               | Television special                                |
| 2011       | Parks and Recreation                                            | Derry Murbles                         | 3 episodes                                        |
| 2012       | The Office                                                      | CEO of Prestige Direct Sale Solutions | Episode: "Turf War"                               |
| 2013       | Major Crimes                                                    | Ray Winters                           | Episode: "Year-End Blowout"                       |
| 2013       | Dads                                                            | British Narrator                      | Episode: "Pilot"                                  |
| 2013       | The Mindy Project                                               | Marty                                 | Episode: "Danny's Friend"                         |
| 2013       | Wendell & Vinnie                                                | Mr. Lipshitz                          | Minor role                                        |
| 2014       | The League                                                      | Dr. Harvat                            | Episode: "Taco Standard Time"                     |
| 2014       | Quick Draw                                                      | Deacon Jim                            | Episode: "Deacon Jim"                             |
| 2014       | Hot in Cleveland                                                | Dr. McNally                           | Episode: "Straight Outta Cleveland"               |
| 2015       | The Unauthorized Beverly Hills, 90210 Story                     | Aaron Spelling                        | Television film                                   |
| 2015       | The Unauthorized Melrose Place Story                            | Aaron Spelling                        | Television film                                   |
| 2015       | Baby Daddy                                                      | Peter Oliver                          | Episode: "What Happens in Vegas"                  |
| 2019       | Merry Happy Whatever                                            | Ted Boseman                           | 2 episodes                                        |
| 2022       | 9-1-1: Lone Star                                                | Patrick Sr.                           | Episode #3.13                                     |

## Filmografia de locução

### Filme
| Ano  | Título                                                  | Papel                                                                                      | Notas                            |
| ---- | ------------------------------------------------------- | ------------------------------------------------------------------------------------------ | -------------------------------- |
| 1991 | Não conte para a mamãe que a babá está morta            | Babá animada                                                                               | [ 2 ]                            |
| 1993 | Super Mario Bros.                                       | Narrador                                                                                   | Creditado como Dan Castellenetta |
| 1994 | O Retorno de Jafar                                      | Gênio, Ladrão, Omar                                                                        |                                  |
| 1996 | Todos os cães vão para o céu 2                          | Cão Alto da Alfândega, Cão Anjo #1                                                         | [ 1 ]                            |
| 1996 | O corcunda de Notre Dame                                | Soldados de Frollo                                                                         |                                  |
| 2000 | José: Rei dos Sonhos                                    | Leiloeiro, comerciante de cavalos                                                          | Direto para vídeo                |
| 2000 | Rugrats em Paris: O Filme                               | Padre                                                                                      | [ 1 ]                            |
| 2001 | Recesso: Acabou a escola                                | Guarda #1                                                                                  | [ 1 ]                            |
| 2002 | Retorno à Terra do Nunca                                | Vozes adicionais                                                                           |                                  |
| 2002 | Oi, Arnold! : O filme                                   | Vovô Phil Shortman, Nick Vermicelli                                                        | [ 1 ]                            |
| 2003 | Kim Possible: os arquivos secretos                      | Os capangas de Drakken                                                                     | Direto para vídeo                |
| 2003 | O gato no chapéu                                        | Coisa Um, Coisa Dois                                                                       | [ 1 ]                            |
| 2003 | Recesso: cursando a quinta série                        | Agente Boe nº 2                                                                            | Direto para vídeo                |
| 2005 | Contos Encantados de Jasmine: A Jornada de uma Princesa | Gênio                                                                                      | Direto para vídeo                |
| 2006 | O Segredo do Imperador                                  | Seppo Kääriäinen                                                                           | Dublagem em inglês               |
| 2006 | Tom e Jerry: Shiver Me Bigodes                          | Spike, vozes adicionais                                                                    |                                  |
| 2006 | Scooby-Doo! Piratas Ahoy!                               | Sr. Mysterio, Wally Perna de Madeira                                                       | Direto para vídeo                |
| 2007 | O filme dos Simpsons                                    | Homer Simpson, Abe Simpson, Krusty, o Palhaço, vários personagens                          | [ 1 ]                            |
| 2008 | Futurama: A Besta com um Bilhão de Costas               | Robô Diabo                                                                                 | Direto para vídeo                |
| 2008 | Imigrantes                                              | Senhor Csapo                                                                               | Dublagem em inglês               |
| 2008 | Horton e o Mundo dos Quem!                              | Os irmãos Wickersham                                                                       |                                  |
| 2021 | O Bom, o Bart e o Loki                                  | Homer Simpson, Barney Gumble                                                               | Filme curto                      |
| 2021 | Plusaversário                                           | Homer Simpson, Pato Donald, Barney Gumble, Sideshow Mel, Feliz, Mal-humorado, Ursinho Pooh | Filme curto                      |
| 2022 | Os Simpsons encontram os Bocellis em 'Feliz Navidad'    | Homer Simpson, o ajudante do Papai Noel                                                    | Filme curto                      |

### Televisão
| Year                      | Title                                                   | Role                                                                       | Notes                                                           |
| ------------------------- | ------------------------------------------------------- | -------------------------------------------------------------------------- | --------------------------------------------------------------- |
| 1989–present              | The Simpsons                                            | Homer Simpson, Abe Simpson, Krusty the Clown, various characters           | Main role; writer for 8 episodes                                |
| 1990                      | TaleSpin                                                | Dr. Zibaldo                                                                | Episode: "The Incredible Shrinking Molly"                       |
| 1990                      | 42nd Primetime Emmy Awards                              | Homer Simpson                                                              | Television special                                              |
| 1991–1995                 | Taz-Mania                                               | Mister Thickley                                                            | Recurring role                                                  |
| 1991–2001                 | Sesame Street                                           | Homer Simpson                                                              | 7 episodes                                                      |
| 1991–1992                 | Darkwing Duck                                           | Megavolt/Elmo Sputterspark                                                 | 19 episodes                                                     |
| 1991–1992                 | Back to the Future                                      | Dr. Emmett Brown                                                           | 26 episodes                                                     |
| 1992                      | Fievel's American Tails                                 | Chula the Tarantula, Mr. Schimmel, Slim, Felonious                         | 9 episodes                                                      |
| 1992                      | Dinosaurs                                               | Zabar                                                                      | Episode: "Germ Warfare"                                         |
| 1992                      | Tiny Toon Adventures                                    | Jeffries, Harvey, Additional voices                                        | 2 episodes                                                      |
| 1992                      | Goof Troop                                              | Earl                                                                       | Episode: "To Catch A Goof"; uncredited                          |
| 1992–1997                 | Eek! The Cat                                            | Mittens, Bill, Hank                                                        | 11 episodes                                                     |
| 1993                      | Animaniacs                                              | Dracula                                                                    | Episode: "Draculee, Draculaa"                                   |
| 1993                      | The Pink Panther                                        | Voodoo Man, Additional voices                                              | Recurring role                                                  |
| 1993                      | Sonic the Hedgehog                                      | Lazaar                                                                     | Episode: "Super Sonic"; uncredited                              |
| 1993                      | Marsupilami                                             | Stewart                                                                    | 2 episodes                                                      |
| 1994                      | The Critic                                              | Homer Simpson                                                              | Episode: "Dial 'M' for Mother"                                  |
| 1994                      | The Tick                                                | Mole King                                                                  | Episode: "The Tick vs. the Mole-Men"                            |
| 1994–1995                 | Aladdin                                                 | Genie, various characters                                                  | Main role                                                       |
| 1994–2003                 | Rugrats                                                 | Jonathan, Hershowitz, Jury Foreman, Press, Train Conductor, Head Detective | 6 episodes                                                      |
| 1995–1996                 | Earthworm Jim                                           | Earthworm Jim, Evil Jim                                                    | Main role                                                       |
| 1995–1997                 | The Mask: Animated Series                               | Chet Bozzack                                                               | Episode: "Split Personality"                                    |
| 1996                      | Quack Pack                                              | Gil                                                                        | Episode: "Koi Story"                                            |
| 1996–1998                 | The Spooktacular New Adventures of Casper               | Additional voices                                                          | 52 episodes                                                     |
| 1996–2004                 | Hey Arnold!                                             | Grandpa Phil Shortman, various characters                                  | Main role                                                       |
| 1997                      | Nightmare Ned                                           | Number 1                                                                   | Episode "Alien Abduction"                                       |
| 1997                      | The Online Adventures of Ozzie the Elf                  | Comet, Blitzen                                                             | Television film                                                 |
| 1997–1999                 | Cow and Chicken                                         | Earl, various characters                                                   | Recurring role                                                  |
| 1997-1999                 | Johnny Bravo                                            | Carl the Carnie, Old man, Harvey                                           | 2 episodes                                                      |
| 1997–1999                 | I Am Weasel                                             | Additional voices                                                          | 4 episodes                                                      |
| 1998                      | Hercules                                                | Homer the reporter                                                         | 2 episodes                                                      |
| 1998–2001                 | Histeria!                                               | Additional voices                                                          | Recurring role                                                  |
| 1999                      | Detention                                               | Additional voices                                                          | Recurring role                                                  |
| Olive, the Other Reindeer | The Postman                                             | Television special                                                         |                                                                 |
| 1999–present              | Futurama                                                | Robot Devil                                                                | 7 episodes                                                      |
| 2000                      | Buzz Lightyear of Star Command                          | Various characters                                                         | 8 episodes                                                      |
| 2000–2001                 | Batman Beyond                                           | Mr. Groote, Guard, Kobra Commando                                          | 3 episodes                                                      |
| 2001                      | The New Woody Woodpecker Show                           | Additional voices                                                          | Episode: "Ya Gonna Eat That?/Chilly & Hungry/Brother Cockroach" |
| 2001–2004                 | Lloyd in Space                                          | Dunkirque, Mr. Blobberts, Driver, Rodeo Clown Lloyd, additional voices     | 10 episodes                                                     |
| 2002                      | Jackie Chan Adventures                                  | Jumba                                                                      | Episode: "Into the Mouth of Evil"                               |
| 2002                      | Kim Possible                                            | Various characters                                                         | 3 episodes                                                      |
| 2003                      | All Grown Up!                                           | Jonathan                                                                   | Episode: "Lost At Sea"                                          |
| 2003                      | The Adventures of Jimmy Neutron, Boy Genius             | Professor Crank, Hulk Jimmy                                                | 2 episodes                                                      |
| 2003                      | Justice League                                          | Minister                                                                   | Episode: "Maid of Honor"                                        |
| 2003                      | Duck Dodgers                                            | Martian sage, Football player #3, Various characters                       | Episode: "Quarterback Quack/To Love a Duck"                     |
| 2004                      | As Told by Ginger                                       | Dave Bishop, Jeweler                                                       | Episode: "About Face"                                           |
| 2004–2008                 | The Batman                                              | Arnold Wesker/Ventriloquist, Scarface, Mr. Snoots                          | 3 episodes                                                      |
| 2005                      | What's New, Scooby-Doo?                                 | Officer McBride                                                            | Episode: "A Scooby-Doo Valentine"                               |
| 2005                      | My Life as a Teenage Robot                              | Drones, Teacher                                                            | Episode: "Killgore"                                             |
| 2005                      | Loonatics Unleashed                                     | College Professor                                                          | Episode: "The Comet Cometh"                                     |
| 2006                      | Casper's Scare School                                   | Stretch                                                                    | Television film                                                 |
| 2006                      | Legion of Super Heroes                                  | Boris, Captain Howdy, Coluans                                              | Episode: "Fear Factory"                                         |
| 2010                      | The Simpsons 20th Anniversary Special – In 3-D! On Ice! | Homer Simpson                                                              | Television special                                              |
| 2010, 2012, 2015          | Late Show with David Letterman                          | Homer Simpson                                                              | 3 episodes                                                      |
| 2012                      | FOX 25th Anniversary Special                            | Homer Simpson                                                              | Television special                                              |
| 2012, 2014, 2020          | Family Guy                                              | Homer Simpson                                                              | 4 episodes                                                      |
| 2014                      | Last Week Tonight with John Oliver                      | Homer Simpson                                                              | Episode: "Episode 24"                                           |
| 2017                      | Hey Arnold!: The Jungle Movie                           | Grandpa Phil Shortman                                                      | Television film                                                 |
| 2019                      | Brockmire                                               | Duke Yipovski                                                              | Episode: "The Yips"                                             |

### Jogos de vídeo
| Ano  | Título                                    | Papel de voz                                                                          | Notas            |
| ---- | ----------------------------------------- | ------------------------------------------------------------------------------------- | ---------------- |
| 1991 | Os Simpsons                               | Homer Simpson                                                                         |                  |
| 1992 | Os Simpsons: O Pesadelo de Bart           | Homer Simpson                                                                         |                  |
| 1996 | Os Simpsons: Estúdio de Desenhos Animados | Homer Simpson, Krusty the Klown, vozes adicionais                                     |                  |
| 1996 | Impressionado                             | Fluxo descontroladamente                                                              | [ 1 ]            |
| 1997 | Springfield virtual                       | Homer Simpson, Vovô Simpson, Krusty, o Palhaço, vozes adicionais                      |                  |
| 1997 | ClayFighter 63⅓                           | Minhoca Jim, Boogerman                                                                | [ 1 ]            |
| 1998 | Motorista                                 | Chamadores de secretária eletrônica                                                   |                  |
| 1999 | Planescape: Tormento                      | Nordom                                                                                |                  |
| 1999 | Y2K: O Jogo                               | Vozes adicionais                                                                      |                  |
| 1999 | Minhoca Jim Modelo 3D                     | Minhoca Jim                                                                           | [ 4 ]            |
| 1999 | Os Simpsons Boliche                       | Homer Simpson, Vovô Simpson, Barney Gumble, vozes adicionais                          |                  |
| 2001 | Aladdin em A Vingança de Nasira           | Gênio, Poção Mancom                                                                   |                  |
| 2001 | A luta dos Simpsons                       | Homer Simpson, Barney Gumble, Krusty the Clown, vozes adicionais                      |                  |
| 2001 | Os Simpsons: Raiva na Estrada             | Homer Simpson, Vovô Simpson, vozes adicionais                                         |                  |
| 2002 | Corações do Reino                         | Gênio                                                                                 |                  |
| 2002 | Os Simpsons Skate                         | Homer Simpson, Krusty the Clown, vozes adicionais                                     |                  |
| 2003 | Os Simpsons: Bata e Fuja                  | Homer Simpson, Vovô Simpson, Barney Gumble, Krusty the Clown, vozes adicionais        |                  |
| 2003 | Braços de Metal: Falha no Sistema         | Krunk                                                                                 |                  |
| 2005 | Corações do Reino II                      | Gênio                                                                                 |                  |
| 2006 | Corrida do Cartoon Network                | Conde                                                                                 | [ 1 ]            |
| 2006 | Pés felizes                               | Ramon, elefante marinho nº 1                                                          | [ 1 ]            |
| 2007 | O jogo dos Simpsons                       | Homer Simpson, Itchy, Barney Gumble, Vovô Simpson, Krusty the Clown, vozes adicionais |                  |
| 2007 | Kingdom Hearts Re: Cadeia de Memórias     | Gênio                                                                                 | Áudio de arquivo |
| 2012 | Os Simpsons: esgotados                    | Homer Simpson, Vovô Simpson, Barney Gumble, Krusty, o Palhaço, vozes adicionais       |                  |
| 2013 | Kingdom Hearts HD 1.5 Remix               | Gênio                                                                                 | Áudio de arquivo |
| 2014 | Kingdom Hearts HD 2.5 Remix               | Gênio                                                                                 | Áudio de arquivo |
| 2015 | Dimensões Lego                            | Homer Simpson, Krusty the Clown, Vovô Simpson, Hans Moleman, vozes adicionais         | Áudio de arquivo |

### Vídeos musicais
| Ano  | Canção              | Papel                            | Artista          |
| ---- | ------------------- | -------------------------------- | ---------------- |
| 1990 | " Faça o Bartman "  | Homer Simpson, Krusty, o Palhaço | Nancy Cartwright |
| 1991 | " Preto ou branco " | Homer Simpson                    | Michael Jackson  |
| 2002 | "Eu não sou Homero" | Várias vozes                     | Dan Castellaneta |

### Parques temáticos
| Ano             | Título                                           | Papel                             |
| --------------- | ------------------------------------------------ | --------------------------------- |
| 1999–2010       | EspectroMagia                                    | O gênio                           |
| 2003–2017       | Desejos: uma reunião mágica dos sonhos da Disney | O gênio                           |
| 2008 – presente | O passeio dos Simpsons                           | Homer Simpson, vários personagens |

## Teatro
| Ano  | Título              | Papel       |
| ---- | ------------------- | ----------- |
| 1990 | Esplendor Americano | Mark Peekos |